# Giramondu
Giramondu (dont le nom signifie « vagabond » ou  « grand voyageur » en corse) est un groupe de musique traditionnelle corse, créé en 1993 et actif jusqu'en 2004 environ. L’œuvre du groupe s'est inscrite dans la même perspective que celles des groupes du second Riacquistu, mais elle a été habitée par la volonté de préserver et de dépasser en même temps la tradition, en misant notamment sur la qualité des textes des chansons que ses musiciens créaient.
Les principaux membres fondateurs du groupe provenaient de deux formations emblématiques de cette période : Stéphane Casalta et Maxime Merlandi de A Filetta, Éric Ferrari, Stéphane Vera-batterie et Olivier Massoni de I muvrini. Le groupe, dont les musiciens changèrent fréquemment, a eu entre six et onze membres en fonction des périodes ou des tournées.

## Albums
- Un ideale (1995 CD MJ026)
- Mediterraniu (1998 en auto-production, puis 1999 chez Warner Music France)
- A nostra accolta (2003 chez Inca Production, distribué par EMI Music France)